# 田島亮
田島 亮（たじま りょう、1987年8月27日 - ）は、日本の俳優。演劇ユニットserial numberメンバー。METEORA所属。埼玉県生まれ、神奈川県出身。

## 略歴
中学で軟式野球、桐蔭学園高校ではバスケットボール部に所属していた。「Artist★Artist」第6期卒業生。2005年に「ホットスポット」というお笑いコンビを組んでM-1甲子園全国大会の関東地区代表。
2009年、芸名を本名の田島亮から田島優成に改名した。
2013年4月21日、出演していた舞台『効率学のススメ』に開演時刻の勘違いで遅刻し、その日の公演は中止となった。その責任を取る形で、5月8日付の自身のブログにおいて、5月末で所属事務所トップコートとの契約を終了し、出演予定だった舞台の降板を含め芸能活動を当面の間自粛することを発表した。。また、ブログを閉鎖することも発表した。
4年間の休業期間を経て、一般企業にビジネスマンとして勤務するかたわら、藤井道人のつてでBABEL LABELで裏方としても働いていた。2017年7月に田島亮の名前で俳優活動を再開。風琴工房の舞台『penalty killing』の緒方真利役で4年ぶりに舞台に復帰した。2018年度より劇作家・演出家の詩森ろばとの2人による演劇ユニットserial numberとして活動する。
2021年～2024年10月　ヒラタオフィスに所属
2024年11月～　METEORAに所属。

## 出演

### テレビドラマ

#### 田島亮 名義
- 硫黄島〜戦場の郵便配達〜（2006年12月9日、フジテレビ）
- 花ざかりの君たちへ〜イケメン♂パラダイス〜（2007年7月 - 9月、フジテレビ） - 嵐山譲 役
- ガリレオ 第1話（2007年10月15日、フジテレビ）
- ROOKIES 第6話 - 最終話（2008年6月7日 - 7月26日、TBS） - 柴田公治 役
- あの日、僕らの命はトイレットペーパーよりも軽かった（2008年7月8日、日本テレビ） - 菊地孝 役
- 正義の味方 第7話・最終話（2008年8月20日・9月10日、日本テレビ） - 良川弘志 役
- 赤い糸（2008年12月 - 2009年2月、フジテレビ） - 神谷充（ミツ）役
- アバランチ 第4話 - 最終話（2021年11月8日 - 12月20日、関西テレビ・フジテレビ）- 遠山亮 役[8]
- ちょい釣りダンディ 第11話（2022年9月13日、BSテレ東） - 釣りをしている男 役
- 真相は耳の中 第1話（2022年10月22日、テレビ東京） - 轟雄二 役
- インフォーマ（2023年1月20日 - 12月26日、関西テレビ）[11] - 岡林 役
- おもかげ（2023年3月27日、NHK BS4K） - 竹脇正一（青年期） 役
- ワンルームエンジェル 第3話（2023年11月3日、MBS） - いおり 役
- たそがれ優作 第7話（2023年11月18日、BS テレ東） - 桐山 役
- ジャンヌの裁き 第2話（2024年1月20日、テレビ東京） - 瀬川敬之 役
- アンチヒーロー 第3話（2024年4月28日、TBS） - 富田正一郎 役[12][13]
- 私をもらって 〜追憶編〜（2024年7月6日 - 8月31日、日本テレビ） - 工藤琉生 役[14]
  - 私をもらって 〜恋路編〜（2024年11月30日 - 2025年2月1日）
- ベイビーわるきゅーれ エブリデイ! 第4話・第5話（2024年9月18日・25日、テレビ東京） - 桑原新之助 役
- イグナイト -法の無法者- 第4話（2025年5月9日、TBS） - 木下 役[15]
- 日本統一 東京編（2025年7月3日 - 、テレビ東京） - 河原崎和也 役[16]
- FOGDOG 第3話・第4話（2025年8月5日・12日、読売テレビ） - 蝶野康成 役[17]

#### 田島優成 名義
- 君のせい（2009年5月4日・5日、TBS） - 石井千尋 役
- ザ・ライバル「少年サンデー・少年マガジン物語」（2009年5月5日、NHK総合） - 藤井誠 役
- 泣かないと決めた日（2010年1月 - 3月、フジテレビ） - 井上誠 役
- 警視庁継続捜査班（2010年7月 - 9月、テレビ朝日） - 高木真人 役[注 1]
- 恋なんて贅沢が私に落ちてくるのだろうか?（2012年3月 - 4月、フジテレビTWO） - 遠藤真人 役
- 陽だまりの樹（2012年4月 - 6月、NHK BS時代劇） - 保谷兵吾 役
- 金曜プレステージ「所轄刑事8」（2013年1月18日、フジテレビ） - 曽根原祐一 役
- 水曜ミステリー9「落としの鬼 刑事 澤千夏2」（2013年12月11日、テレビ東京） - 那須一茂 役

### 配信ドラマ
- 女神のイタズラ 〜キミになったボク〜（2011年3月20日、BeeTV）
- OPEN YOUR WINDOW（2023年1月10日、LINE NEWS VISION） - 野呂ジョージ 役
- さらば、銃よ 警視庁特別銃装班 第1話 - 第3話（2023年4月14日、Lemino） - 丸野 役[18]
- 御手洗家、炎上する 第4話（2023年7月13日、Netflix） - 野本耕太郎 役
- Love in The Air-恋の予感-（2024年11月3日、FOD） - 黒崎雁 役

### 映画
田島亮 名義
- ラストゲーム 最後の早慶戦（2008年8月23日公開）
- 赤い糸（2008年12月20日公開） - 神谷充（ミツ）役
- 歪な密月（2021年）
- 今僕は嘘をついている（2021年）
- 君だけ（2021年）
- フィクション（2022年）
- HYDEN（2022年）
- ザ・ショーゴマン（2022年）
- ヴィレッジ（2023年） - 日下 役
- パレード（2024年2月29日、Netflix）
- 正体（2024年11月29日）
- 田村悠人 ISOLATED（2025年6月6日） - 河原崎 役

田島優成 名義
- bias（2005年）
- 東京モラトリアム（2006年）
- SLOW LAND（2007年）
- ユダ（2013年1月26日公開） - 新海役

### 舞台
- いさかい（2008年10月10日 - 22日、演出：熊林弘高）
- 令嬢ジュリー（2009年2月23日・24日、演出：熊林弘高）
- 中国の不思議な役人（2009年9月12日 - 10月4日、演出：白井晃）
- ヘンリー六世（2010年3月11日 - 4月3日、演出：蜷川幸雄）
- じゃじゃ馬馴らし（2010年10月14日 - 30日、演出：蜷川幸雄）
- 血の婚礼（2011年6月24日 - 7月30日、演出：蜷川幸雄）
- みんな我が子（2011年12月、演出：ダニエル・カトナー）
- 黄色い叫び（2012年5月、演出：田島優成、志真健太郎、脚本：中津留章仁）
- 水無月の云々（2012年6月、作・演出：中津留章仁）
- 効率学のススメ（2013年4月、演出：ジョン・E・マグラー）。
- Penalty killing -remix ver.-（2017年7月14日 - 30日、作・演出：詩森ろば） - 緒方真利 役
- ちゅらと修羅（2017年12月7日 - 13日、作・演出：詩森ろば）
- 夏の夜の夢（2018年、演出：詩森ろば）
- serialnumberのserialnumber（2018年6月21日 - 7月16日、作・演出：詩森ろば）
- 海辺の鉄道の話（2018年、演出：詩森ろば）
- アンチカンポーオペーション（2018年、演出：詩森ろば）
- アトムが来た日（2018年、演出：詩森ろば）
- 機械と音楽（2019年、演出：詩森ろば）
- コンドーム0.01（2019年、演出：詩森ろば）
- All My Sons（2020年）
- 流山児★事務所 美しきものの伝説（2022年10月5日 - 12日、演出：西沢栄治）
- 昭和大事件連続上映（2023年11月2日 - 15日）
- みんな出ておいで〜（2024年、演出：植木祥平）

- 西瓜糖 第11回公演「かえる」（2024年8月28日 - 9月3日、演出：高橋正徳）[25]
- ISAWO BOOKSTORE vol.8「ジキルの告白 大学助教授教え子殺人事件」（2024年11月6日 - 12日、演出：高橋いさを）[26]
- yoowa vol.3「LAST EVER EVE」（2025年6月12日 - 15日〈予定〉、演出：大月リコ）[27]
- GOREGOREgirls「役に立たない言葉が欲しい」(2025年7月16日-20日、演出：西山雅之)[28]
- サカバンバスピス「CRIMES OF THE HEART」（2025年8月29日-9月1日、演出：千葉哲也）

### ラジオドラマ
- 青春アドベンチャー（NHK FM）
  - 氷山の南（2012年10月8日 - 12日 / 10月15日 - 19日 / 10月22日 - 26日） - 主演・ジン 役
  - 滅びの前のシャングリラ（2022年9月19日 - 23日 / 9月26日 - 30日） - 若い信士 / 金髪の男 役

### ミュージック・ビデオ
- Aqua Timez「B with U」（2007年）